# Jorge Bustamante Fernández
Jorge Agustín Bustamante Fernández (Chihuahua, Chihuahua, 1938-Rosarito, Baja California, 25 de marzo de 2021) fue un sociólogo, abogado, investigador, catedrático y académico mexicano. Se especializó en el fenómeno mundial de las migraciones internacionales. Destacó su labor en favor de los derechos humanos de los migrantes.

## Estudios y docencia
Obtuvo en 1966 la licenciatura en Derecho en la Facultad de Derecho de la Universidad Nacional Autónoma de México, en 1970 la maestría en sociología y antropología en la Universidad de Notre Dame, en Indiana, Estados Unidos, en 1975 el doctorado en sociología y antropología en esta misma universidad y, finalmente, una especialidad en estudios fronterizos México-Estados Unidos. Como titular de la Cátedra Eugene Conley, impartió la cátedra en su alma mater, en la Universidad de Texas en Austin, en la Universidad de California en Riverside, en el Centro de Estudios Sociológicos del El Colegio de México, en el Institut d'études politiques de París y en la Facultad de Ciencias Políticas y Sociales de la Universidad Nacional Autónoma de México (UNAM). Fue fundador y presidente de El Colegio de la Frontera Norte (Colef) desde 1982 hasta 1998.  Fue miembro de la Junta Directiva de la Universidad Autónoma Metropolitana. Fue Professor Emeritus por la Universidad de Notre Dame, Profesor Emérito por El Colef, e Investigador Nacional Emérito por el Consejo Nacional de Ciencia y Tecnología (Conacyt).

## Investigador y académico
En 1995 fue nombrado corresponsal del Sistema de Información y Estudio Continuo de la Migraciones Internacionales de la Organización para la Cooperación y el Desarrollo Económico (OCDE) con sede en París, lugar que ocupó durante diez años. De 2005 a 2011 fue relator especial de la ONU para los derechos humanos de los migrantes.
Fue investigador nacional emérito del Sistema Nacional de Investigadores (SNI) y miembro del Consejo Consultivo de Ciencias de la Presidencia de la República. Pertenece a la junta directiva del Center for Migration Studies. Fue cónsul honorario de Japón en Baja California. Publicó más de doscientos trabajos sobre las migraciones internacionales, derechos humanos y cuestiones fronterizas para revistas de Alemania, Francia, Estados Unidos, España, Venezuela, Japón, Italia y México.
Colaboró para los periódicos mexicanos Excélsior, Milenio Diario y Reforma. Por otra parte, sus investigaciones se presentaron en la primera página del periódico estadounidense The New York Times.

## Premios y distinciones
- Premio Nacional de Ciencias y Artes en el área de Historia, Ciencias Sociales y Filosofía por la Secretaría de Educación Pública en 1988.
- Premio Nacional de Demografía en 1994.
- Premio Estatal de Baja California de Ciencia y Tecnología.
- Investigador Emérito por el Sistema Nacional de Investigadores desde 2003.
- Candidato a recibir el Premio Nobel de la Paz por el Congreso de la Unión en 2006.
- Premio Cox-Johnson-Fraizer por la Asociación Norteamericana de Sociología en 2007.
- Premio Nacional de Jurisprudencia por la Junta General de la Barra Mexicana del Colegio de Abogados en 2010.
- Reconocimiento a las Humanidades y Ciencias Sociales por el Instituto Tecnológico y de Estudios Superiores de Monterrey (ITESM).